# Horst Heinsmann
Horst Heinsmann (* 26. Dezember 1929; † 13. August 2018) war Fußballspieler in der DDR-Oberliga, der höchsten Liga im DDR-Fußball. Dort spielte er in den 1950er-Jahren für die Betriebssportgemeinschaft (BSG) Rotation Dresden.

## Sportliche Laufbahn
Das erste Spiel in der DDR-Oberliga bestritt Horst Heinsmann im Alter von 21 Jahren in der Begegnung Stahl Thale – Rotation Dresden (1:0). In dem verlorengegangenen Spiel des 25. Spieltages der Saison 1950/51 war er für den nicht einsetzbaren etatmäßigen linken Außenläufer Heinz Findeisen aufgeboten worden. Es blieb in dieser Spielzeit bei Heinsmanns einzigen Einsatz. 1951/52 schickte sich Heinsmann an, Stammspieler zu werden. Vom 1. bis zum 14. Spieltag spielte jedes Mal als Mittelstürmer, danach aber kam er in der Rückrunde nur noch zu einem Einsatz, den er ebenfalls als Mittelstürmer bestritt. Trotz seiner nur 15 Spiele wurde er zweitbester Torschütze seiner Mannschaft. Für den Rest der Saison und während der gesamten Spielzeit 1953/54 wurde Heinsmann in der Reservemannschaft eingesetzt. Erst 1953/54 bestritt er noch einmal ein Oberligaspiel für die BSG Rotation. Am 5. Spieltag wurde er in der Begegnung Turbine Erfurt – Rotation (1:0) zur zweiten Halbzeit eingewechselt. In der Saison 1954/55 absolvierte Heinsmann noch ein Spiel für den zweitklassigen DDR-Ligisten SC Dynamo Berlin, danach tauchte er nicht mehr im höherklassigen Fußballmannschaften auf.